# Dipsas baliomelas
Espèce
Statut de conservation UICN

 DD  : Données insuffisantes
Dipsas baliomelas  est une espèce de serpents de la famille des Dipsadidae.

## Répartition
Cette espèce est endémique du département de Meta en Colombie. Elle se rencontre dans la Serranía de la Macarena.

## Publication originale
- Harvey, 2008 : New and Poorly Known Dipsas (Serpentes: Colubridae) from Northern South America. Herpetologica, vol. 64, no 4, p. 422-451.